# リーズ・サミット駅
リーズ・サミット駅（英語：Lee's Summit Station）はミズーリ州リーズ・サミット サウスウェスト・メイン・ストリート217にある駅。全米各地を結ぶ旅客鉄道のアムトラックが乗り入れている。

## 利用可能な鉄道路線／列車
アムトラックのリーズ・サミット駅に発着する列車は下記の通り。
カンザスシティとセントルイス間の昼行中距離列車ミズーリ・リバー・ランナー号…1日2往復停車